# Orthoclydon princeps
Orthoclydon princeps là một loài bướm đêm trong họ Geometridae.